# کیم مین سو (بدمینتون‌باز)
کیم مین سو (کره‌ای: 김민서؛ زادهٔ کیم می یونگ در ۹ مه ۱۹۸۷) بدمینتون‌باز اهل کره جنوبی است.